# Tullgårdsskolan

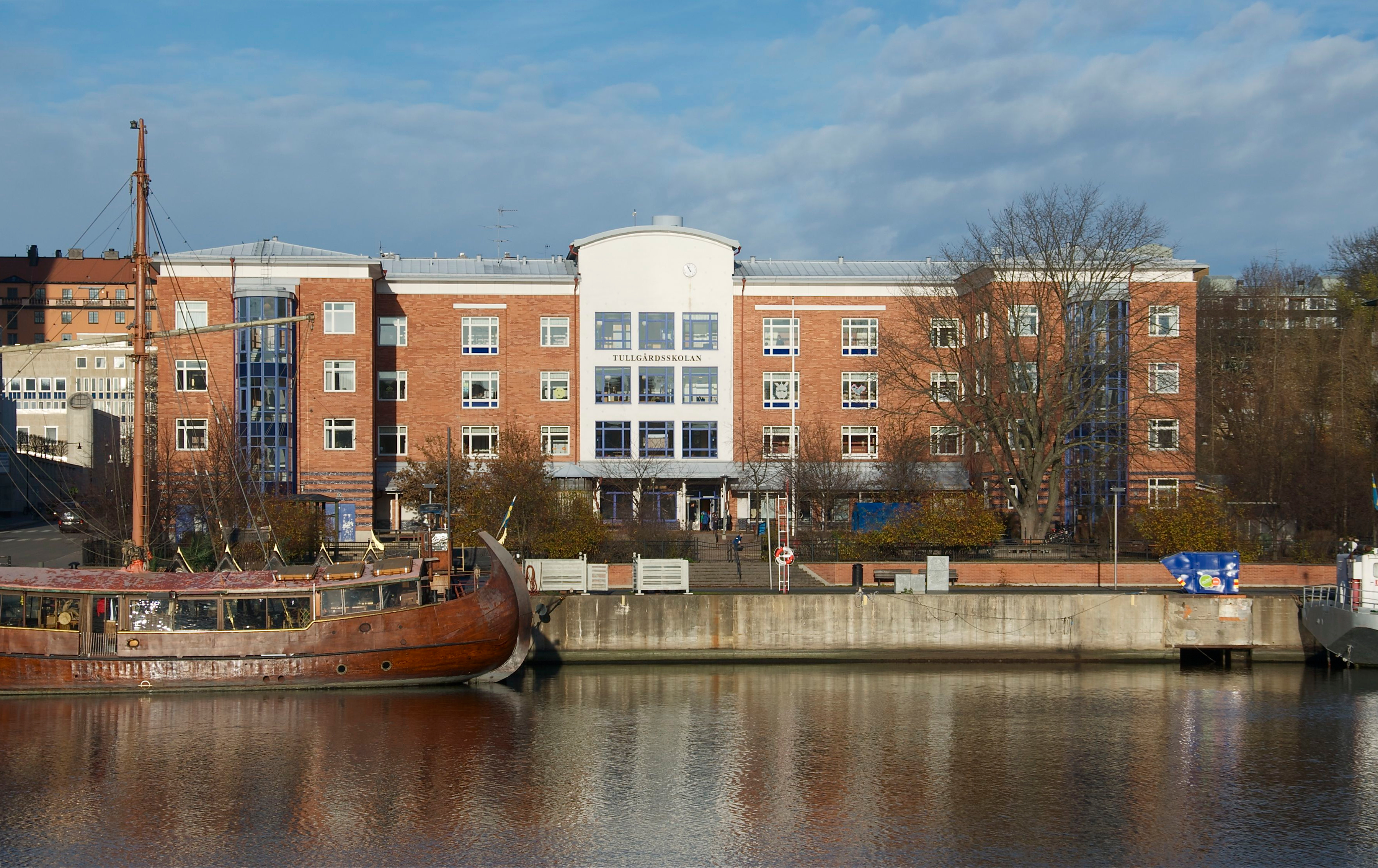
Tullgårdsskolan, 2011.

Tullgårdsskolan är en kommunal grundskola vid Tullgårdsgatan 2 på Södermalm i Stockholm. 

## Historik
Tullgårdsskolans namn härrör från den tullstationen och tullgården (se även Skanstull)  som redovisas i Holms tomtbok från 1674 något längre västerut, ungefär där Folksamhuset uppfördes 1959. Tullgårdsparken anlades i samtidigt med bygget av Folksamhuset. Strax norr om Tullgårdsskolan ligger skolan som användes av Södra flickläroverket vid Skanstull, ritad 1943 av Nils Ahrbom och Helge Zimdahl.

## Skolhuset och verksamhet

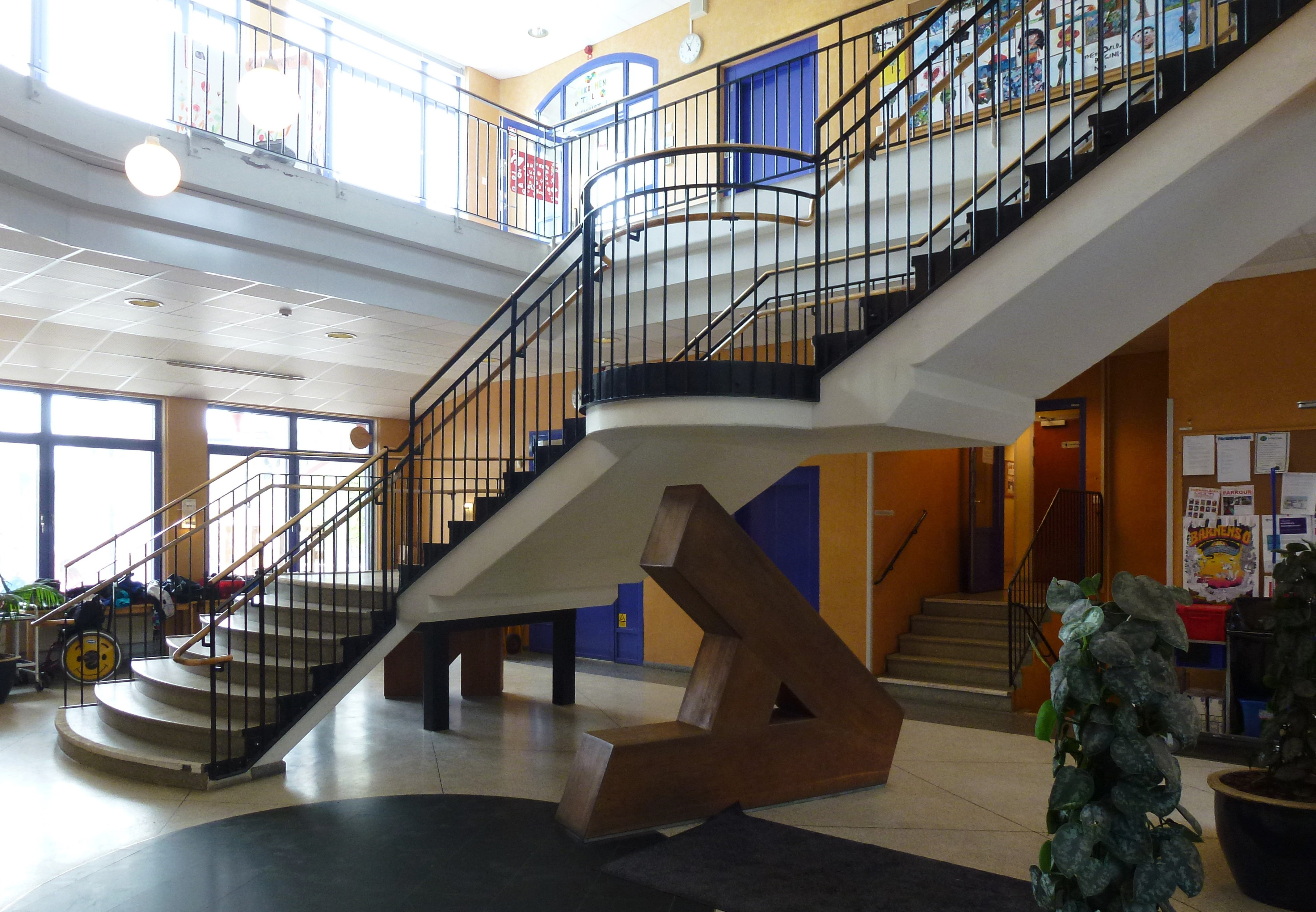
Skolans entré och trapphus.

I samband med att ett nytt bostadsområde projekterades i Norra Hammarbyhamnen behövdes även en ny grundskola. Tullgårdsskolan invigdes 29 september 1995 och ritades för SISAB av Erik Berg Arkitekter. För den konstnärliga utsmyckningen stod bland andra C-Stefan Ahlenius och Birgitta Ahlin.
Tullgårdsskolan är en så kallad F-6 skola, vilket innebär att elever i förskoleklass och årskurs 1 till 6 undervisas här. Skolan besöks idag av cirka 350 elever.